# Náměstí

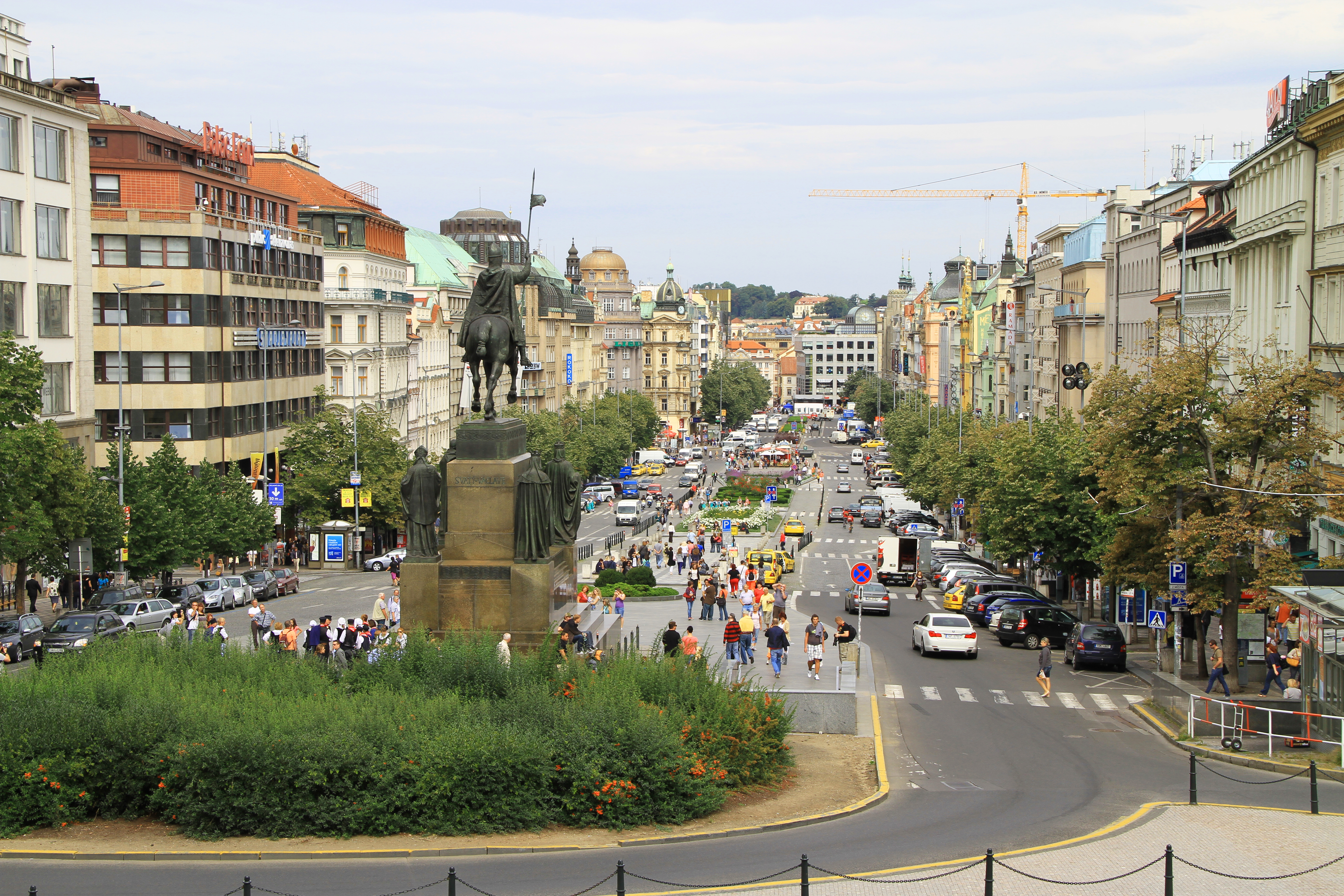
Václavské náměstí – pohled od Národního muzea

Náměstí (postaru také rynek či rynk) označuje volné veřejné prostranství ve městě, ohraničené zejména přilehlými domy. Často mu dominuje významná stavba (kostel, radnice, divadlo aj.), v jejich centru je většinou fontána či kašna, morový sloup, socha či jiný monument. Mezi architektonicky nejvýznamnější náměstí v České republice můžeme kromě níže zmíněných zařadit i Masarykovo náměstí v Novém Jičíně, které má podobně jako náměstí v Českých Budějovicích po celém svém obvodu středověké podloubí, které pokračuje i do většiny postranních uliček.
V 70. letech byla řada architektonicky cenných náměstí v historických centrech některých měst znehodnocena stavbami architektonicky nezajímavých a do prostředí naprosto nevhodně zasazených obchodních domů (např. Prostějov, Znojmo, Jihlava).
Největšími náměstími v České republice jsou Karlovo náměstí v Praze (0,08 km²[zdroj?]), Václavské náměstí v Praze (0,045 km²[zdroj?]) a Masarykovo náměstí v Jihlavě (0,036 km²[zdroj?]).

## Česká náměstí
- Pražská: Anenské náměstí, Budějovické náměstí, Jiráskovo náměstí, Jungmannovo náměstí, Karlovo náměstí, Křižovnické náměstí, Malé náměstí, náměstí 14. října, náměstí Bohumila Hrabala, Ostrčilovo náměstí, náměstí I. P. Pavlova, náměstí Jana Palacha, náměstí Míru, náměstí Organizace spojených národů, náměstí Republiky, Palackého náměstí, Pankrácké náměstí, Petrské náměstí, Prokopovo náměstí, Staroměstské náměstí, Strossmayerovo náměstí, Uhelný trh, Václavské náměstí, Havlíčkovo náměstí, Kostnické náměstí, Vítězné náměstí
- Jihlavská: Jakubské náměstí, Masarykovo náměstí, Náměstí Svobody
- Královéhradecká: Malé náměstí, Masarykovo náměstí, Riegrovo náměstí, Náměstí Svobody, Ulrichovo náměstí, Náměstí Václava Havla, Velké náměstí
- Liberecká: Náměstí Dr. Edvarda Beneše, Soukenné náměstí, Šaldovo náměstí
- Brněnská: Konečného náměstí, Mendlovo náměstí, Moravské náměstí, náměstí Svobody, Zelný trh
- Ostravská: Havlíčkovo náměstí, Masarykovo náměstí, Náměstí Msgre Šrámka, Jiráskovo náměstí (tzv. Kuří rynek)
- Plzeňská: Náměstí Republiky, Masarykovo náměstí, Chodské náměstí
- Českobudějovická: náměstí Přemysla Otakara II., Piaristické náměstí
- Třebíčská: Gorazdovo náměstí, Karlovo náměstí, Komenského náměstí, Martinské náměstí, Masarykovo náměstí, Václavské náměstí, Žerotínovo náměstí
- Ostatní: Masarykovo náměstí, Náměstí Republiky, Horní náměstí, Smetanovo náměstí, Husovo náměstí, Náměstí ČSA, Valdštejnovo náměstí, Velké náměstí

## Zahraniční náměstí
- Berlín: Alexanderplatz
- Bratislava: Hviezdoslavovo náměstí, Hlavní náměstí
- Helsinky: Senátní náměstí
- Londýn: Piccadilly Circus, Trafalgar Square
- New York: Times Square
- Moskva: Rudé náměstí
- Vatikán: Svatopetrské náměstí
- Istanbul: Taksimské náměstí
- Varšava: Hradní náměstí, Staroměstské náměstí
- Záhřeb: Náměstí bána Jelačiće
- Žilina: Mariánské náměstí, Mariánské náměstí